# 謝拉特·盧比斯
謝拉特·盧比斯（Gerard López，1979年3月12日—），前西班牙足球運動員，司職中場，退役後成為足球教練。現時執教 巴塞隆拿足球會B隊及加泰羅尼亞聯隊。
謝拉特·盧比斯球員時期為全能中場，曾效力西甲巴塞隆拿、華倫西亞等大球會。他也是加泰羅尼亞聯隊及西班牙國家足球隊球員，曾代表西班牙參加2000年歐洲國家盃。

## 榮譽
華倫西亞
- 西班牙超級盃: 1999年冠軍
- 歐洲冠軍聯賽: 1999–00年亞軍

巴塞隆拿
- 西甲:2004–05年冠軍

## 外部連結
- National team data（页面存档备份，存于）
- Gerard López – 法國職業足球聯賽数据 – 支持法语（已存档）
- 謝拉特·盧比斯在 National-Football-Teams.com 上的出场纪录
- 謝拉特·盧比斯 – FIFA國際賽競賽紀錄 (存檔)